# Nicholas Gilman

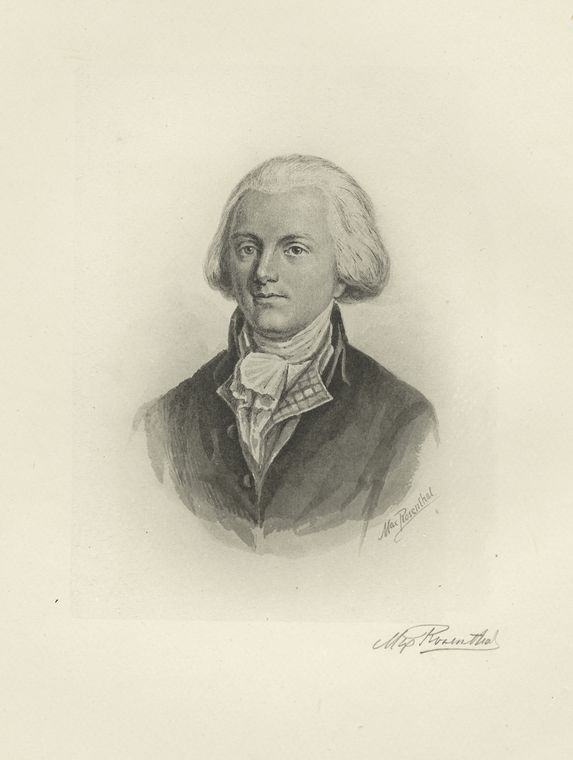
Nicholas Gilman im Alter von etwa 35 Jahren, Zeichnung (1840) von Max Rosenthal nach einer Miniatur (um 1790) von John Ramage

Nicholas Gilman (auch Nicolas Gilman, Jr, * 3. August 1755 in Exeter, New Hampshire Colony; † 2. Mai 1814 in Philadelphia, Pennsylvania) war ein US-amerikanischer Politiker. Er gehörte zu den Unterzeichnern der Verfassung der Vereinigten Staaten und war Mitglied des Repräsentantenhauses sowie des Senats der Vereinigten Staaten.

## Leben
Nach dem Besuch lokaler Schulen begann Gilman im Handelsgeschäft des Vaters zu arbeiten. Ab 1776 diente er als Offizier im 3rd New Hampshire Regiment der Kontinentalarmee während des Unabhängigkeitskrieges und erreichte 1778 den Rang eines Captain. Bei Auflösung der Kontinentalarmee nach Kriegsende kehrte er 1783 in das Zivilleben nach Exeter zurück. Im Juli 1787 vertrat er den Staat New Hampshire bei der Philadelphia Convention (U.S. Constitutional Convention), auf der die Verfassung der Vereinigten Staaten unterzeichnet wurde. Von 1789 bis 1797 diente er – ab dem 1. Kongress – als Abgeordneter seines Staates im Repräsentantenhaus. Von 1805 bis zu seinem Tod im Jahr 1814 (auf der Heimfahrt von Washington, D.C. nach Exeter) vertrat er New Hampshire im Senat.
Ursprünglich ein Föderalist (Federalist), wandte Gilman sich zum Ende des 18. Jahrhunderts der von Thomas Jefferson gegründeten Demokratisch-Republikanischen Partei zu. Er war ein Anhänger der kongregationalistischen Kirche.

## Familie
Der Vater von Nicholas Gilman war gemeinsam mit Nathaniel Folsom und Enoch Poor in der Unabhängigkeitsbewegung in Exeter aktiv. Gilman hatte sieben Geschwister; ein Bruder war John Taylor Gilman, der 14 Jahre als Gouverneur von New Hampshire diente und Funktionen an der Phillips Exeter Academy wahrnahm. Das Geburtshaus der Brüder in Exeter ist heute Bestandteil des American Independence Museums. Ein Großneffe, Charles J. Gilman, war ebenfalls Abgeordneter des Repräsentantenhauses der Vereinigten Staaten.